# Dutch Senior Open 2014
Het Dutch Senior Open van 2014 werd gespeeld van 10-12 oktober op The International. Het golftoernooi maakte deel uit van de Europese Senior Tour. Het prijzengeld was € 200.000, waarvan de winnaar bijna € 30.000 kreeg. Titelverdediger was Simon P Brown, die in 2013 als nummer 3 op de Order of Merit eindigde achter Paul Wesselingh en Steen Tinning. Net als voorheen speelden de professionals ronde 1 en ronde 2 met een amateur. In ronde 3 speelden alleen professionals.
De Europese Senior Tour bestond in 2014 uit 14 toernooien: 11 in Europa, 2 in de Verenigde Staten en het MCB Tour Championship in Mauritius, waarmee het seizoen wordt afgesloten. Het Dutch Senior Open is het laatste toernooi voor het Tour Championship.

## Verslag

### Ronde 1
Negentien professionals slaagden erin met vlagerige wind onder par te blijven. Philip Golding, die deze maand reeds de French Riviera Masters won, liet op The International zien dat hij zijn goede vorm nog had. Chris van der Velde stond even aan de leiding maar maakte later drie bogeys en eindigde op -3.
De meest opvallende score was van het team van Noel Ratcliffe, die zelf +9 scoorde, terwijl zijn teamscore -6 werd.

### Ronde 2
Phil Golding bleef aan de leiding maar werd achtervolgd door Ian Woosnam en George Ryall, die het toernooi in 2010 op de Koninklijke Haagsche Golf & Country Club won. Ronan Rafferty had met 68 de laagste score en steeg naar de 6de plaats.

### Ronde 3
Ian Woosnam had al drie jaar niets meer gewonnen, en voor de Riviera French Masters nam hij een paar lessen bij Jacques Rivet, coach van de Europese Tour. Hij won met vijf slagen voorsprong en een eindscore van -11. De leider van ronde 1 en 2 speelde boven par en werd 2de met George Ryal en DJ Russell.
| Speler              | STR | Ronde 1 | Ronde 1 | Nr  | Ronde 2 | Ronde 2 | Totaal | Nr  | Ronde 3 | Ronde 3 | Totaal | Nr  |
| ------------------- | --- | ------- | ------- | --- | ------- | ------- | ------ | --- | ------- | ------- | ------ | --- |
| Ian Woosnam         | 47  | 71      | -2      | T6  | 69      | -4      | -6     | T2  | 68      | -5      | -11    | 1   |
| Philip Golding      | 5   | 68      | -5      | 1   | 71      | -2      | -7     | 1   | 74      | +1      | -6     | T2  |
| David J Russell     | 20  | 70      | -3      | T3  | 70      | -3      | -6     | T2  | 73      | par     | -6     | T2  |
| George Ryall        | 50  | 70      | -3      | T3  | 70      | -3      | -6     | T2  | 73      | par     | -6     | T2  |
| Ronan Rafferty      | 49  | 76      | +3      | T37 | 68      | -5      | -2     | T6  | 70      | -3      | -5     | T5  |
| Jorge Berendt       | 63  | 69      | -4      | 2   | 74      | +1      | -3     | T4  | 78      | +5      | +2     | T27 |
| Chris van der Velde | =   | 70      | -3      | T3  | 78      | +5      | +2     | T20 | 81      | +8      | +10    | T52 |
| Alan Saddington     | 92  | 74      | +1      | T22 | 76      | +3      | +4     | T35 | 79      | +6      | +10    | T52 |
| Tim Giles           | =   | 78      | +5      | T49 | 77      | +4      | +9     | T53 | 80      | +7      | +16    | T60 |

| Leider |  | Toernooirecord |  | STR=Senior Tour Ranking |  | MC = missed cut = cut gemist |

## Spelers
| - Jorge Berendt R - André Bossert R - Gordon Brand jr. - Gordon J. Brand - Simon P Brown (2013) - Jerry Bruner - Bob Cameron - Luis Carbonetti - José Manuel Carriles - Steve Cipa - Barry Cosner R - Mike Cunning - Mark Davis R - Ross Drummond - Denis Durnian - Paul Eales R - Gary Emerson R | - Marc Farry - Peter Fowler - Angel Franco - Antonio Garrido - Rick Gibson - Philip Golding - Wraith Grant - Mike Harwood - Domingo Hospital - Mark James - Nick Job - Phil Jonas - Barry Lane - Pedro Linhart - Bill Longmuir - Santiago Luna - Gordon Manson | - Miguel Angel Martin - Malcolm MacKenzie - Carl Mason - César Monasterio R - Denis O'Sullivan - Andrew Oldcorn - Manuel Piñero - Terry Price - Ronan Rafferty R - Noel Ratcliffe - Gary Rusnak R - David J Russell - Alan Saddington - Jean Pierre Sallat - Andrew Sherborne - Jerry Smith R - Des Smyth (2011) | - Kevin Spurgeon - Tim Thelen - Steen Tinning - Sam Torrance - Philip Walton - Chris Williams - Gary Wolstenholme - Ian Woosnam Top-10 voorgaand toernooi - James Gould Invitaties - Tim Giles - Michael McLean - George Ryall (2010) - Chris van der Velde R = Rookie op de Senior Tour |

## Links
- Winnaar Ian Woosnam